# Мыдрику
Мы́дрику (эст. Mõdriku) — деревня в волости Винни уезда Ляэне-Вирумаа, Эстония.

## География и описание
Расположена в 6 километрах юго-востоку от уездного центра — города Раквере, и в 5 километрах к северо-востоку от волостного центра — посёлка Паюсти. Высота над уровнем моря — 93 метра.
Деревня состоит из двух частей: Метсасерва (эст. Metsaserva) и Кунела (эст. Kunela).
Климат умеренный. Официальный язык — эстонский. Почтовые индексы: 44320, 46609.

## Население
По данным переписи населения 2021 года, в Мыдрику насчитывалось 95 жителей, из них 85 (89,5 %) — эстонцы.
По данным переписи населения 2011 года, число жителей деревни составляло 109 человек, из них 94 (86,2 %) — эстонцы.
Численность населения деревни Мыдрику по данным переписей населения:
| Год  | 1959 | 1970   | 1979  | 1989  | 2000  | 2011  | 2021 |
| ---- | ---- | ------ | ----- | ----- | ----- | ----- | ---- |
| Чел. | 203* | ↘ 124* | ↗ 238 | ↘ 218 | ↘ 101 | ↗ 109 | ↘ 95 |

* Деревня Мыдрику и поселение Мыдрику вместе.

## История
В Датской поземельной книге 1241 года упоминается Modrigas, в письменных источниках 1674 года — Modrick, 1732 года — Möeriki m..

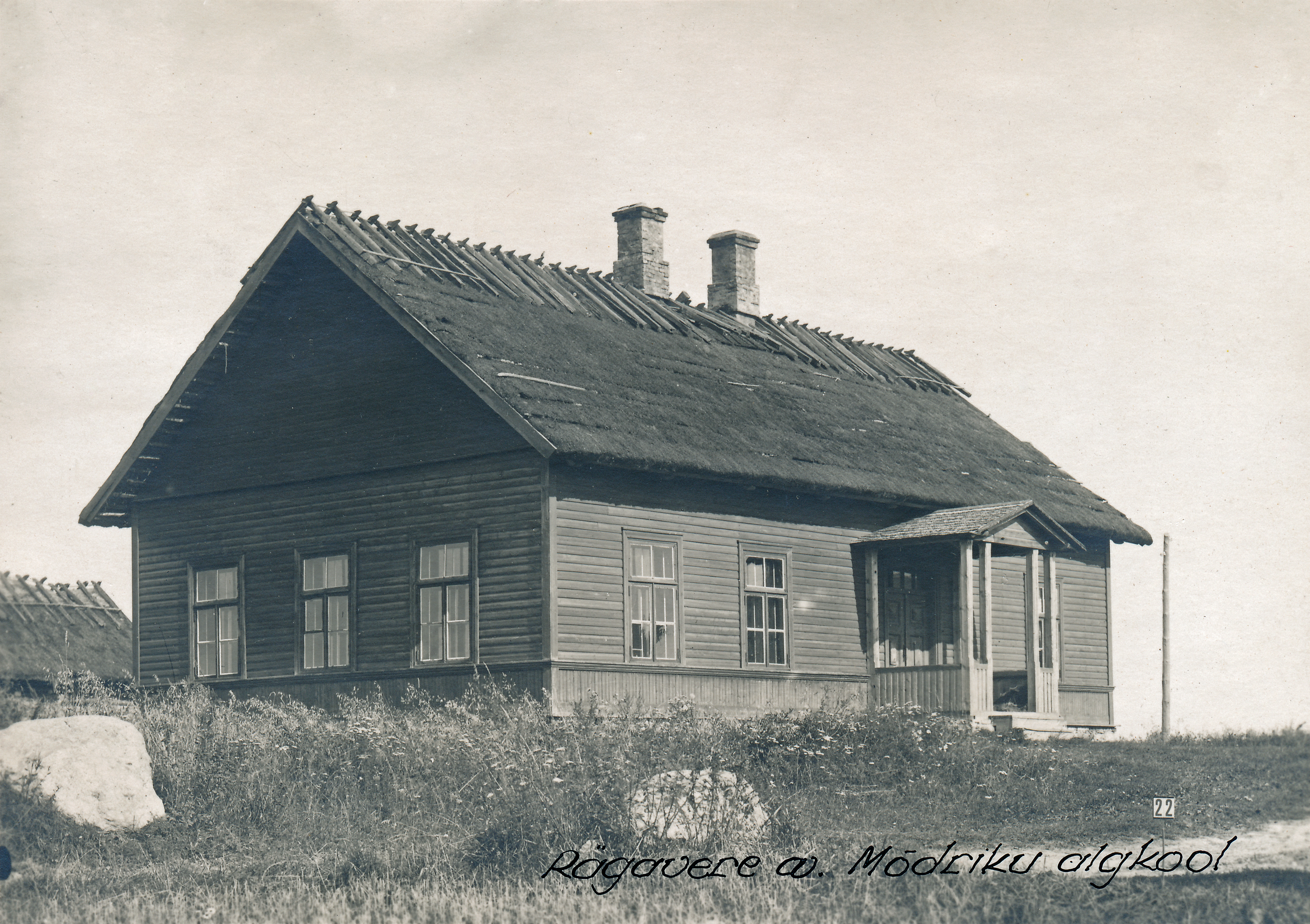
Начальная школа Мыдрику, фото до 1930 г.

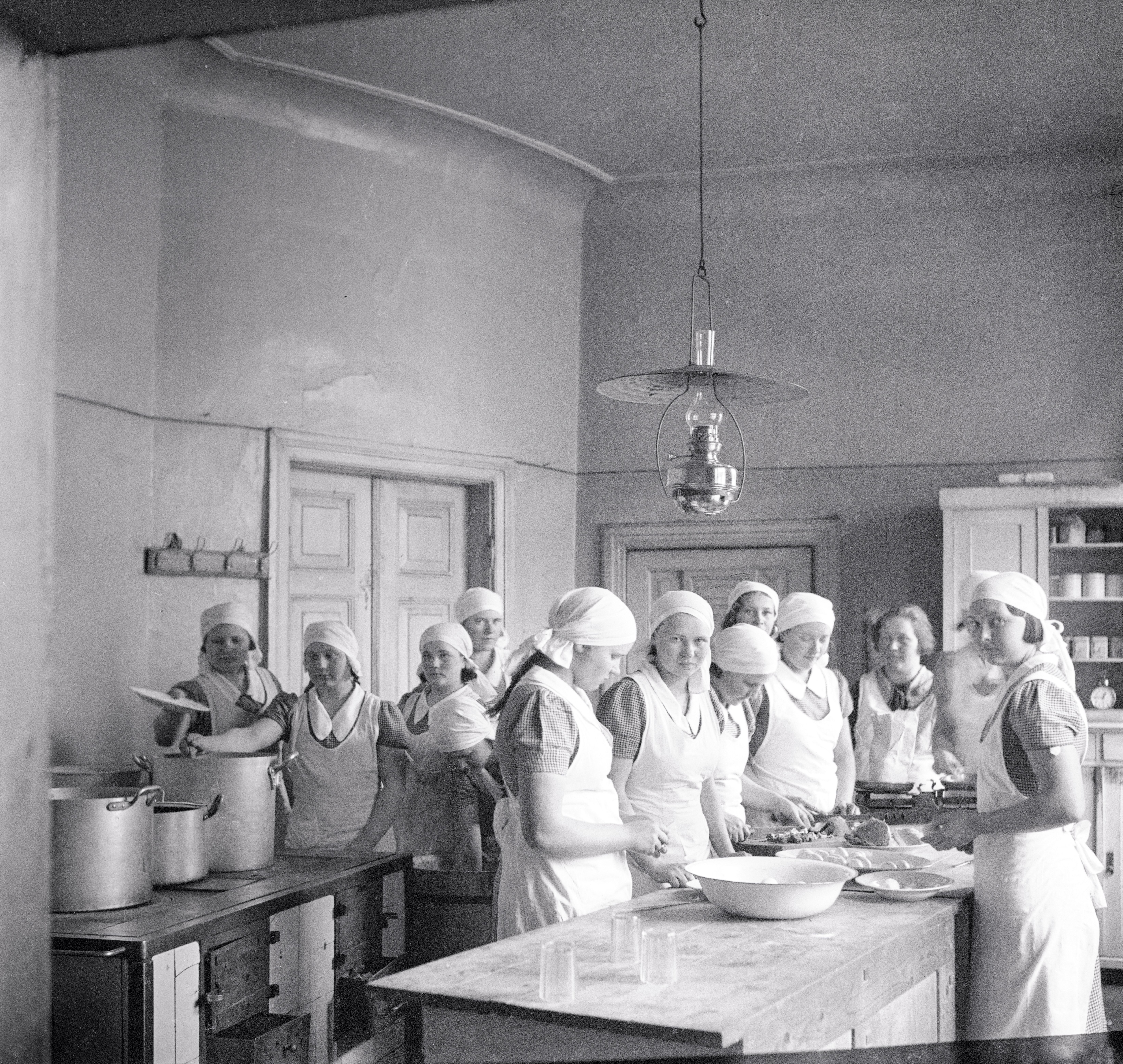
Мыдрикуская школа домоводства, 1930-е годы

Мыза Меддерс (нем. Mödders, Мыдрику, эст. Mõdriku mõis) впервые упомянута в 1470 году. В Эстонская Республика (1918—1940)1920-х годах, после земельной реформы, на землях мызы сформировалось поселение Мыдрику, в 1977 году оно получило статус деревни. Часть деревни, расположенной рядом с мызой Мыдрику (т. н. Ванакюла (эст. Vanaküla) — «старая деревня»), в том же году, в связи с кампанией по укрупнению деревень, объединили с деревней Ветику (эст. Vetiku).
С 1842 по 1930 год в Мыдрику работала начальная школа. С момента её основания и до 23 марта 1901 года школа находилась в ведении местного мызника, а затем —волостной управы. Первое здание школы было простым хуторским домом с одной  классной комнатой и одной комнатой для учителя. В 1905 году на месте старой школы было построено новое здание. Дом сохранился и в настоящее время используется как жилой.
В 1922—1923 годах в школе работали два класса, в ней насчитывалось 42 ученика. В последний учебный год, 1929/1930, школа работала как трёхклассная с 23 учениками. Последним учителем, который начал работу в этой школе ещё в 1909 году, стал Антс Лаэкс (Ants Laeks). Школу пришлось ликвидировать из-за экономических трудностей. 22 мая 2011 года был открыт памятный камень в честь школы.
В деревне находится структурное подразделение Таллинской высшей технической школы (ТТК) — институт экономики сферы услуг. Он располагается в главном здании мызы Меддерс, которое было отчуждено у Георга фон Дена (Georg von Dehn) в 1919 году, и в котором с 1927 года стала работать Мыдрикуская школа домоводства (эст. Mõdriku kodumajanduskool), предшественница Ляэне-Вирумааской высшей прикладной школы (эст. Lääne-Viru Rakenduskõrgkool), в 2019 году объединённой с ТТК.

## Достопримечательности
- Главное здание мызы Меддерс (Мыдрику)[15], мызный парк[16] и сохранившиеся хозяйственный мызные постройки,  памятник архитектуры.
- Памятник войнам между российским императором Александром I и французским императором Наполеоном (вероятно, в память о событиях русско-французской войны 1812 года),  исторический памятник. Уникальный для Эстонии пример памятника, воздвигнутого в мызном парке в первой половине 19-го столетия. Владельцами мызы в то время были Каульбарсы, некоторые из которых занимали высокие посты в армии царского государства. В последний раз монумент реставрировали в 1990-х годах[17].

Памятник в стиле классицизма расположен на гребне вала, в конце смотровой площадки, начинающейся от главного здания. Его основной частью является круглая колонна со стройной дорической ордерной капителью, над которой первоначально был навес со ступенчатой пирамидой и земным шаром на вершине. Во время последних реставраций шар был заменён мотивом погребальной урны. Колонна выполнена из кирпича и покрыта известковой штукатуркой. Урна на колонне окрашена в золотой цвет. Первоначально колонну окружали восемь пушечных стволов, которые соединялись друг с другом цепями; к настоящему времени большинство из них утеряны, три пушечных ствола сохранились и находятся на хранении. 
- Бо́льшая часть деревни расположена на территории природного парка Мыдрику-Роэла[18].

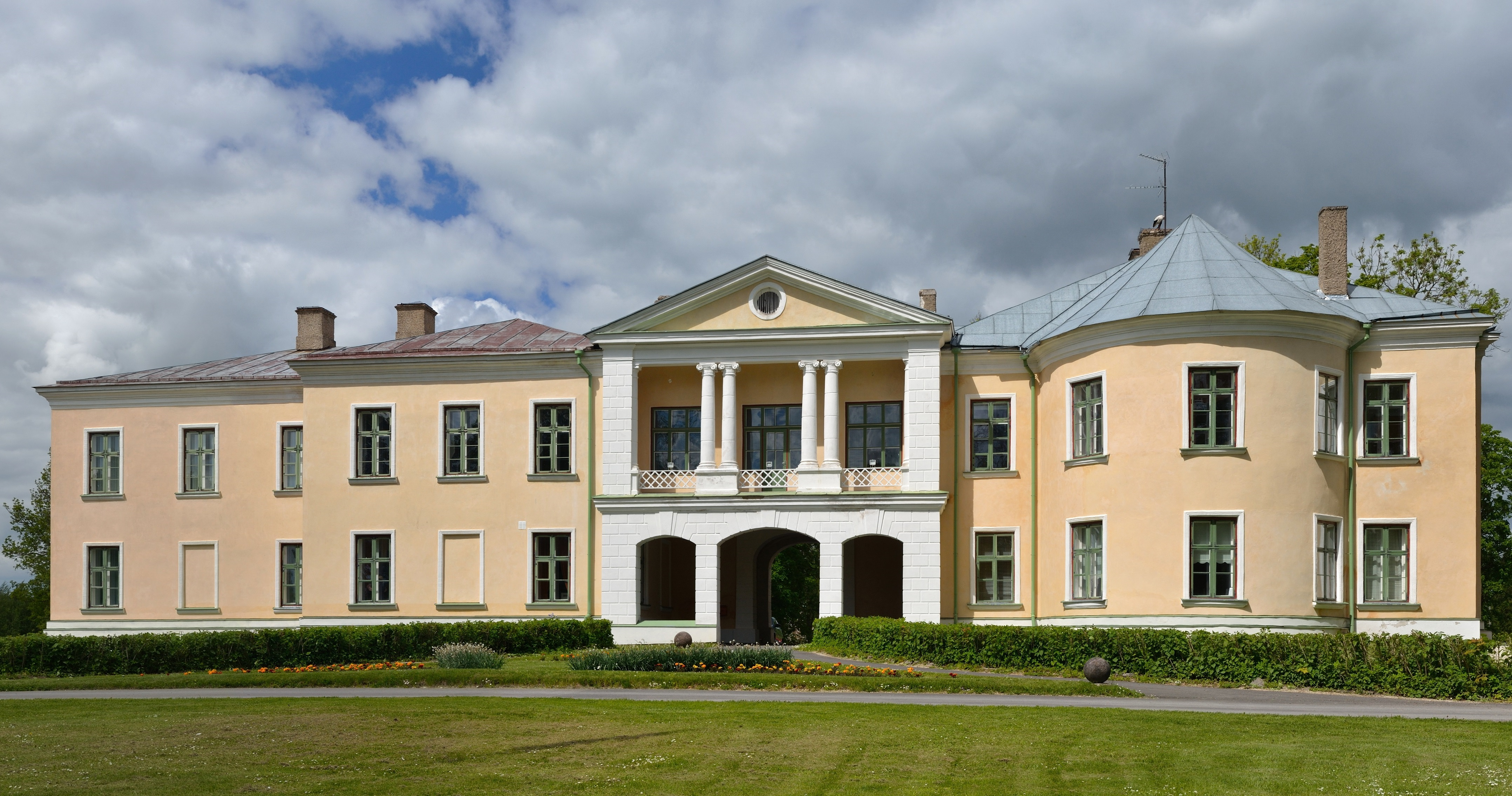
Главное здание мызы Меддерс (Мыдрику), в настоящее время институт экономики сферы услуг Таллинской высшей технической школы
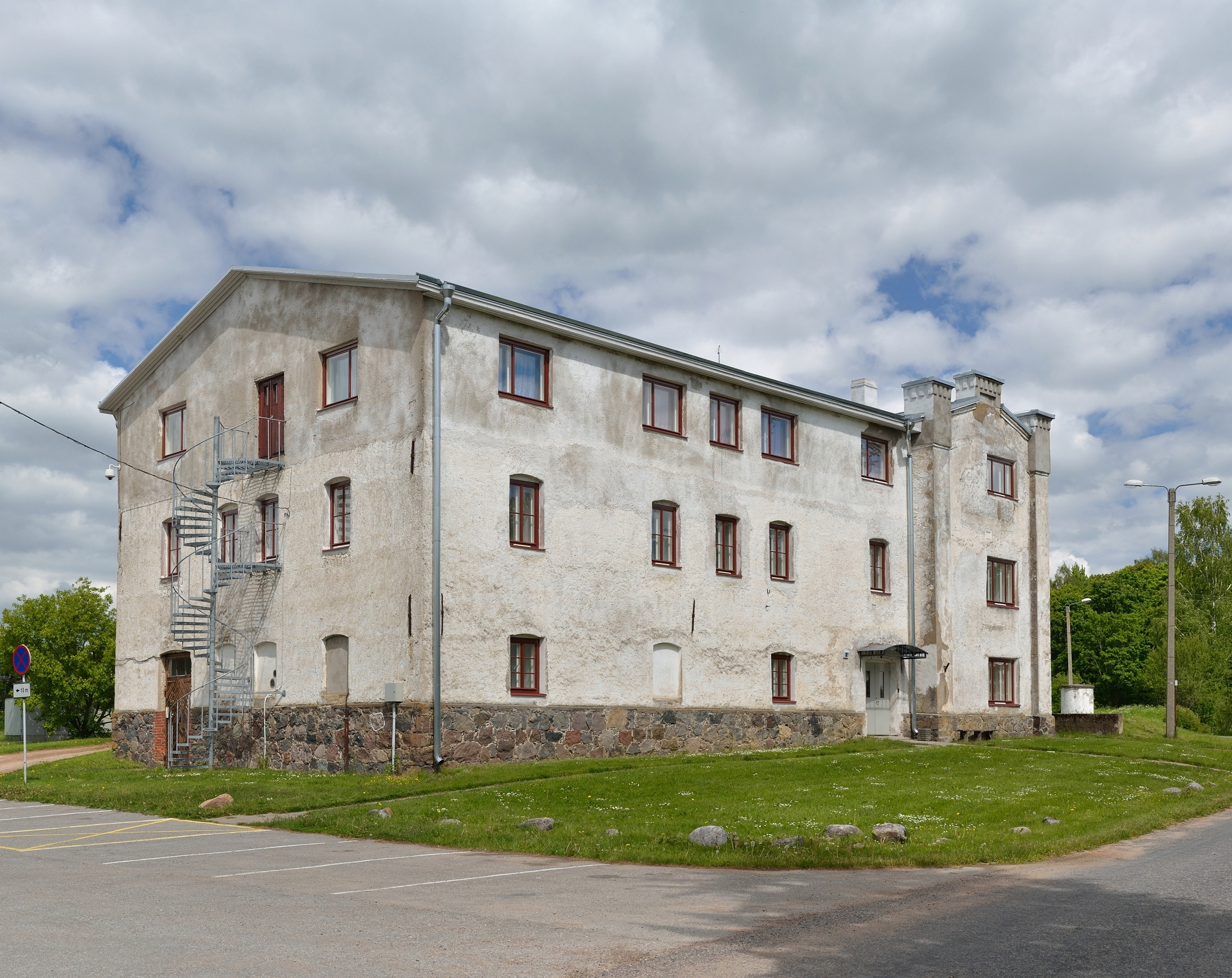
Бывшая водочная фабрика мызы (XIX век), третий этаж достроен позже
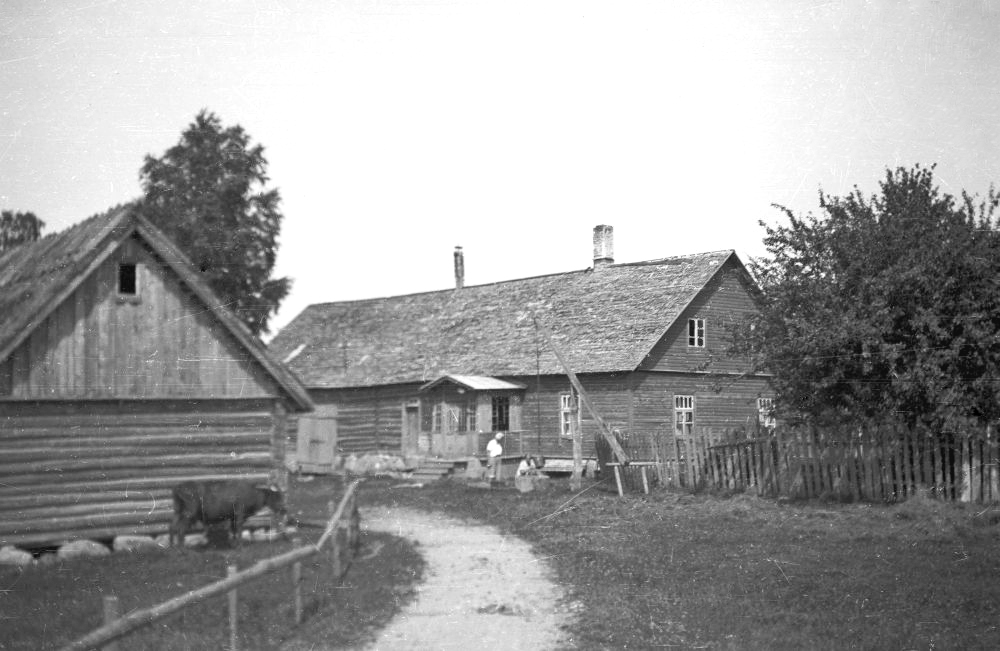
Хутор в деревне Мыдрику, 1952 год
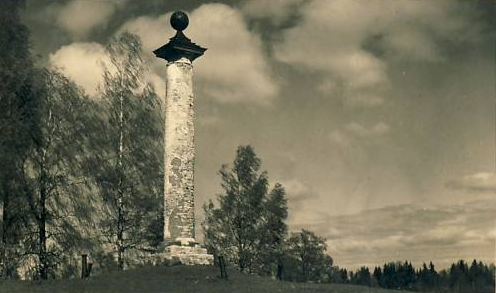
Памятник войнам между Александром I и Наполеоном (1912—1941 гг.), видны пушечные стволы
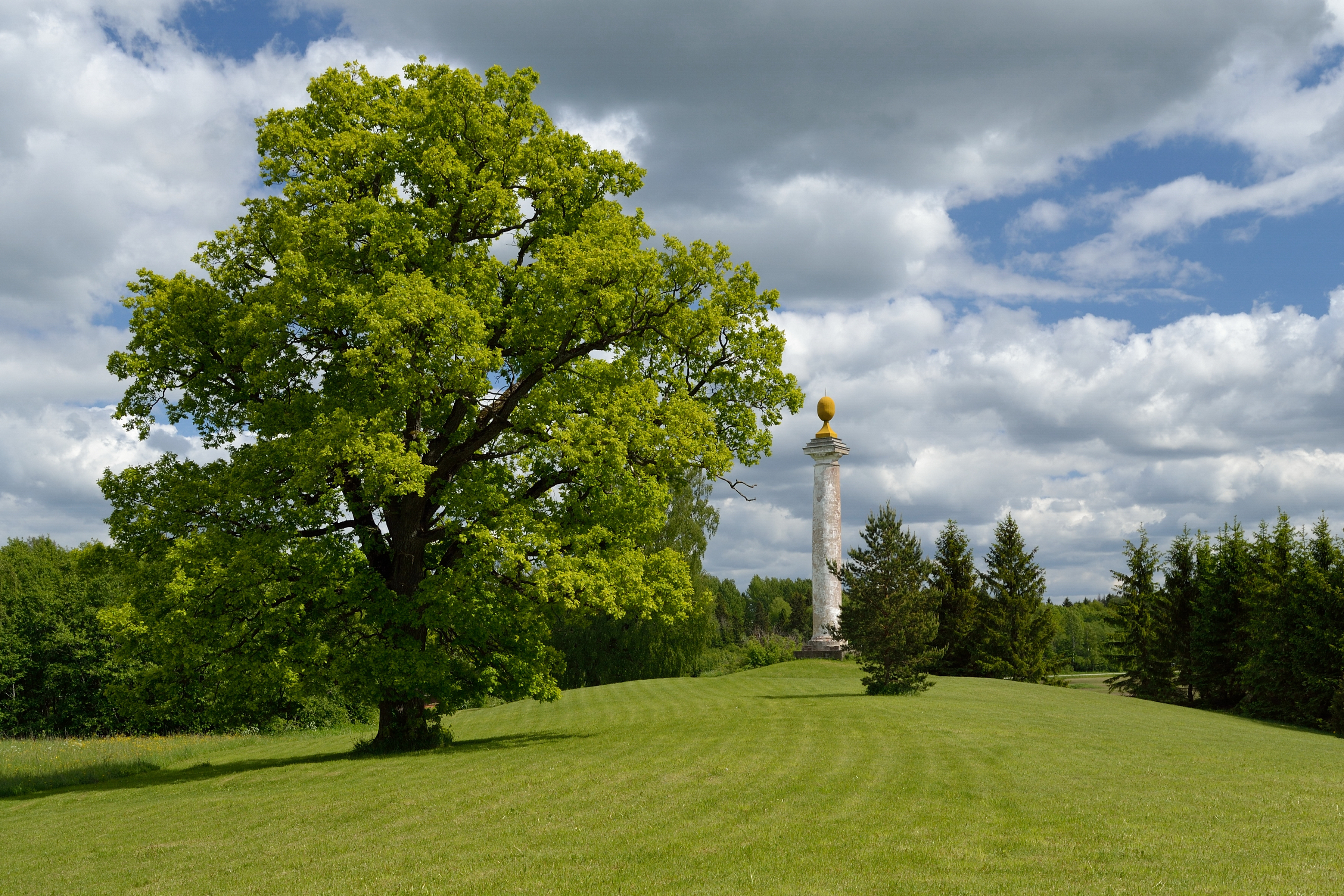
Памятник войнам между Александром I и Наполеоном, 2012 год